# Physical Society of London
La Physical Society of London (Société de physique de Londres), qui a existé de 1874 à 1921, est une société savante qui publiait les Proceedings of the Physical Society. En 1921, la Société devient la Société de physique qui fusionne en 1960 avec l'Institute of Physics (IOP).

## Présidents de la Physical Society
- 1874-1876 John H Gladstone
- 1876-1878 Carey Foster
- 1878-1880 William Grylls Adams (en)
- 1880-1882 William Thomson (Lord Kelvin)
- 1882-1884 Robert Bellamy Clifton
- 1884-1886 Frederick Guthrie
- 1886-1888 Balfour Stewart
- 1888-1890 Arnold William Reinold
- 1890-1892 William E Ayrton
- 1892-1893 George F Fitzgerald
- 1893-1895 Arthur Rucker
- 1895-1897 William de W Abney
- 1897-1899 Shelford Bidwell
- 1899-1901 Oliver Lodge
- 1901-1903 Silvanus P. Thompson
- 1903-1905 Richard T Glazebrook
- 1905-1906 John H. Poynting
- 1906-1908 John Perry
- 1908-1910 Charles Chree
- 1910-1912 Hugh Longbourne Callendar
- 1912-1914 Arthur Schuster
- 1914-1916 Joseph John Thomson
- 1916-1918 Charles Vernon Boys
- 1918-1920 Charles Herbert Lees
- 1920-1922 William Bragg
- 1922-1924 Alexander Russell
- 1924-1926 Frank Edward Smith (en)
- 1926-1928 Owen W. Richardson
- 1928-1930 William Eccles
- 1930-1932 Arthur Eddington
- 1932-1934 Alexander Rankine (en)
- 1934-1936 Lord Rayleigh
- 1936-1938 Thomas Smith
- 1938-1941 Allan Ferguson
- 1941-1943 Charles Galton Darwin
- 1943-1945 Edward N. de Costa Andrade
- 1945-1947 David Brunt
- 1947-1949 George Ingle Finch
- 1949-1950 Sydney Chapman
- 1950-1952 Leslie Fleetwood Bates
- 1952-1954 Richard Whiddington
- 1954-1956 Harrie Massey
- 1956-1958 Neville F. Mott
- 1958-1960 John A Ratcliffe

## Sources
- Information from NAHSTE (Navigational Aids for the History of Science Technology & the Environment).
- (en) John J. Lewis, The Physical Society and Institute of Physics 1874-2002, Institute of Physics Publishing, 2003 (ISBN 0-7503-0879-6)

## Référence
- (en) Cet article est partiellement ou en totalité issu de l’article de Wikipédia en anglais intitulé « Physical Society of London » (voir la liste des auteurs).